# Grynknölfoting
Grynknölfoting (Squamanita paradoxa) är en svampart som först beskrevs av Alexander Hanchett Smith och Rolf Singer, och fick sitt nu gällande namn av Bas 1965. Enligt Catalogue of Life ingår Grynknölfoting i släktet Squamanita,  och familjen Tricholomataceae, men enligt Dyntaxa är tillhörigheten istället släktet Squamanita,  och familjen Squamanitaceae. Arten är reproducerande i Sverige. Inga underarter finns listade i Catalogue of Life.